# Spadochroniarnia
Spadochroniarnia – pomieszczenie, w którym przechowuje się, konserwuje i przygotowuje do skoku sprzęt spadochronowy.

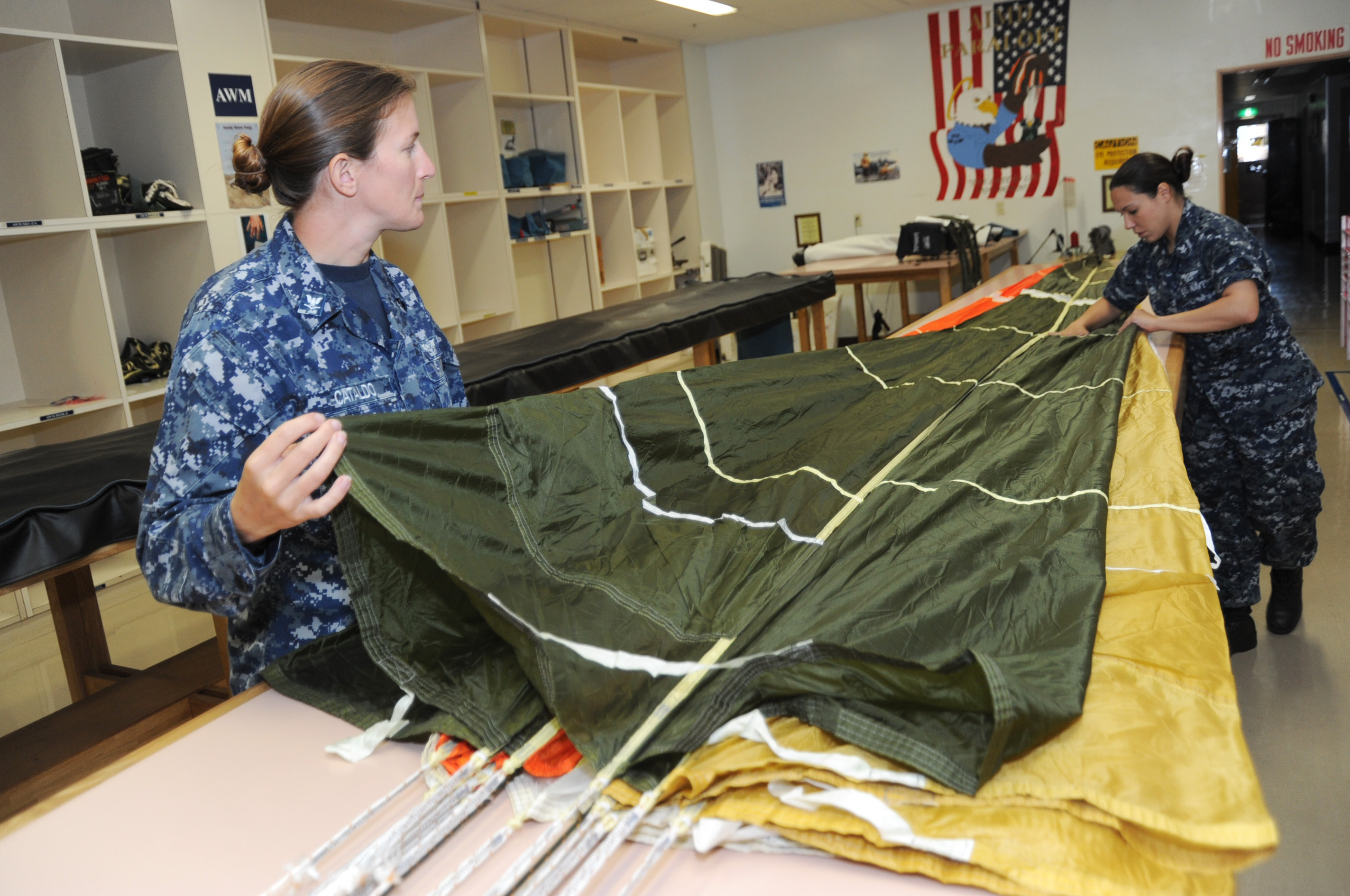
Układanie spadochronów w spadochroniarni

Zwykle składa się z kilku pomieszczeń:
- układalni spadochronów (największe z pomieszczeń), wyposażonej między innymi w odpowiednio długie stoły, na których przegląda się spadochrony po wykonanym skoku oraz układa się je do następnego skoku,
- magazynu (magazynów) do przechowywania w odpowiednich warunkach spadochronów oraz suszarni spadochronów, to jest pomieszczenia w kształcie wysokiej wieży, w której suszy się i wietrzy spadochrony.

Spadochroniarnia powinna mieć odpowiednią temperaturę optymalną dla przechowywania spadochronów oraz odpowiednią wilgotność powietrza.